# Styhead Gill
Der Styhead Gill ist ein kurzer Fluss im Lake District, Cumbria, England. Der Styhead Gill entsteht im Styhead Tarn und fließt in nördlicher Richtung. Oberhalb des Weilers Seathwaite bildet er bei seinem Zusammentreffen mit dem Grains Gill den River Derwent.